# Микронезийские игры 1998
Микронезийские игры 1998 (англ. Micronesia Games 1998) - IV международные спортивные игры стран Микронезии. Игры были проведены в Короре, бывшей столице республики Палау.

## Участники
- Гуам
- Кирибати
- Маршалловы Острова
- Науру
- Палау
- Северные Марианские острова

Федеративные штаты Микронезии (каждый штат выступал отдельно):
- Косраэ (штат)
- Понпеи (штат)
- Чуук (штат)
- Яп (штат)

## Соревнования
- Баскетбол
- Бейсбол
- Борьба
- Волейбол
- Гольф
- Каноэ с боковым поплавком
- Легкая атлетика
- Настольный теннис
- Плавание
- Пляжный волейбол
- Подводная охота
- Софтбол (в 2-х разновидностях: быстрый и медленный).
- Теннис
- Триатлон
- Футбол
- Micro All Around — игра распространенная в Микронезии.